# Droga wojewódzka nr 921
Droga wojewódzka nr 921 (DW921) – droga wojewódzka w zachodniej części województwa śląskiego o długości 38 km łącząca Zabrze z Rudami. Droga przebiega przez 2 powiaty: gliwicki (gmina Gierałtowice, miasto Knurów, gmina Pilchowice), raciborski (gmina Kuźnia Raciborska) i Zabrze.

## Miejscowości leżące przy trasie DW921
- Zabrze
- Przyszowice
- Gierałtowice
- Knurów
- Kuźnia Nieborowska
- Pilchowice
- Stanica
- Rudy